# Thinking of you (WISEの曲)
「Thinking of you」（シンキング・オブ・ユー）は、TERIYAKI BOYZのWISEの2枚目のシングル。2007年5月23日発売。
母親への感謝の気持ちを書いた曲である。

## 収録曲
1. Thinking of you
（作詞：WISE／作曲：北浦正尚／編曲：LOW JACK THREE、北浦正尚）
2. GOOD MUSIC feat.MC LEO
（作詞：MC LEO、WISE／作曲・編曲：STELF）
3. Thinking of you (Instrumental)
4. GOOD MUSIC feat.MC LEO (Instrumental)

## 詳細
パッケージは緑を基調としたデザイン。初回限定盤に限りWISE PRICE により500円、通常版は1000円。